# Дъмбовичиоара (ждрело)
Дъмбовичиоараското ждрело е изключително живописен пролом на река Дъмбовичиоара, в Пятра Краюлуй, Окръг Арджеш, Румъния.

## Географско описание
Дъмбовичиоараска река извира на южния склон на връх „Ла Ом“ (2230) m от планината „Пятра Краюлуй“ е един от притоците на Дъмбовица, който се влива в посока север-юг.
Нагоре по дефилето е сливане с долината „Muierii “– пролетта на име „La Galgoaie“, в която водата протича в дъмбовицеара, последвана от тясна, недостъпна пръчка, пръскана с вода. Има и други близки клавиши, като Брустурейския пролом, Дългата дефиле и Протока дефиле.
Речните води през ерозия създават странни форми на кули или рязко растат с подземни карстови кухини, така че може да има над 50 пещери, като например пещерата Дъмбовичиоара.